# 宏济堂医药
山东宏济堂医药集团有限公司，总部位于山东省济南市的一家医药企业，主营中成药、原料药、中药饮片生产、医药商业等，前称济南药业集团有限责任公司，历史可以追溯到1907年成立的宏济堂药店。

## 历史
宏济堂药店所属的济南市药材公司（济南药材站）是山东省最早的两家二级站之一，负责山东省50个县市和济南城各大医院的药品供应任务，并承担着济南市民零购药品需求，是山东省药品供应，尤其是中药品供应的主渠道。1978年，济南药材站变更为济南药材采购供应站。1995年，宏济堂被国内贸易部授予“中华老字号”。1996年，济南药材采购供应站、济南医药采购供应站等单位合并组建为济南药业集团有限责任公司。2000年10月14日，济南药业注册“宏济堂”商标，核定服务项目为第35类“推销（替他人）”。
2007年，济南药业宏济堂药店获得山东经贸委颁发的首批“山东老字号”称号。2011年，宏济堂被商务部授予“中华老字号”证书。2010年，宏济堂连锁药店获得山东消费者最信赖品牌药店称号。2011年9月，济南药业集团有限责任公司更名为山东宏济堂医药集团有限公司。宏济堂医药下设宏济堂医药连锁公司、宏济堂中医医院、宏济堂社区卫生中心、宏济堂阿胶公司、宏济堂中药厂、宏济堂药材公司、济南药王楼等子公司。2012年，宏济堂医药集团获得山东省第九届消费者满意单位称号。2012年，“宏济堂”获得济南市商务局颁发的“济南老字号”称号。2013年，“中医传统制剂方法（宏济堂传统阿胶制作技艺）”被章丘市申报为山东省非物质文化遗产。2017年，宏济堂被评为山东名牌、山东省非物质文化遗产生产性保护示范基地、山东省中医药文化宣传教育基地。2018年，宏济堂被全国中医药管理局评为全国中医药文化宣传教育文化基地。